# Коле (Фиренца)
Коле је насеље у Италији у округу Фиренца, региону Тоскана.
Према процени из 2011. у насељу је живело 6 становника. Насеље се налази на надморској висини од 321 м.